# Оцеола Лахар

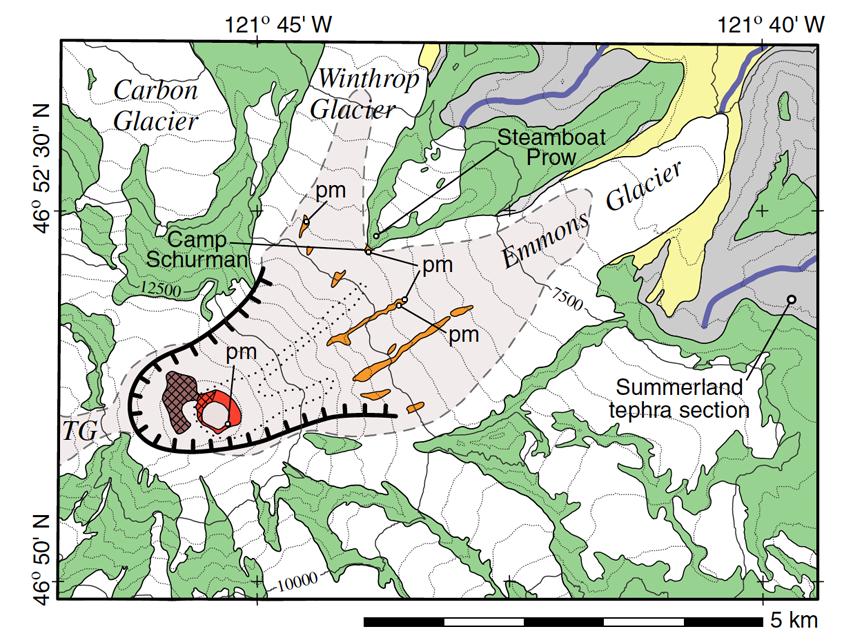
Детальна карта вершини Mount Rainier і північно-східного схилу, що показує верхній периметр амфітеатру колапсу Osceola (заштрихована лінія)

Селевий потік Оцеола, також відомий як Оцеола Лахар, був селевим потоком і лахаром у штаті Вашингтон США, який спустився з вершини та північно-східного схилу вулкана Маунт-Рейнір, що у Каскадних горах, під час періоду вивержень близько 5600 років тому. Він рухався вниз по західній і головній розгалуженнях Уайт-Рівер, проминув територію сучасного Інамкло (Вашингтон), а потім досяг зунду П'юджет-Саунд у кількох районах, у тому числі поблизу сучасних міст Такома та Оберн в штаті Вашингтон.